# Wacheng
Wacheng (kinesiska: 娲城) är en häradshuvudort i Kina. Den ligger i provinsen Henan, i den centrala delen av landet, omkring 140 kilometer sydost om provinshuvudstaden Zhengzhou. Antalet invånare är 66 848.
Runt Wacheng är det tätbefolkat, med 819 invånare per kvadratkilometer. Närmaste större samhälle är Zhoukou, 19,8 km sydost om Wacheng. Trakten runt Wacheng består till största delen av jordbruksmark.
Genomsnittlig årsnederbörd är 915 millimeter. Den regnigaste månaden är augusti, med i genomsnitt 182 mm nederbörd, och den torraste är januari, med 7 mm nederbörd.